# StarCraft: Ghost
StarCraft: Ghost este un joc video anulat care a fost dezvoltat în genurile științifico-fantastic militar stealth-action de către Blizzard Entertainment și Nihilistic Software. Parte a seriei Blizzard StarCraft, jocul a fost anunțat la 20 septembrie 2002 și a fost dezvoltat de Nihilistic Software pentru consolele video Nintendo GameCube, Xbox și PlayStation 2.  
Spre deosebire de jocurile anterioare RTS, Ghost a fost plănuit ca un third-person shooter și avea intenția de a oferi jucătorilor o imagine mai strânsă și mai personală a universului StarCraft.
Jocul intenționa să prezinte personajul Nova, un spion psihic terran, la  patru ani de la încheierea acțiunii din StarCraft: Brood War și dezvăluia un proiect militar secret realizat de către superiorii lui Nova în Dominioul imperial Terran. 
În noiembrie 2006, după amânarea jocului, un roman denumit StarCraft Ghost: Nova a fost publicat pe baza personajului principal. 

## Legături externe
- Warcraft Adventures: Lord of the Clans, another cancelled Blizzard project

## Vezi și
- vaporware